# Federación Internacional de Mujeres de Carreras Jurídicas
La Federación Internacional de Mujeres de Carreras Jurídicas (en francés, Fédération internationale des femmes des carrières juridiques) es una organización no gubernamental internacional de mujeres juristas fundada en París, Francia, en 1929 con el objetivo de defender y promocionar los derechos de mujeres y niñas del mundo.
La FIFCJ se inspira en los principios inscritos en la Carta de las Naciones Unidas, consagrados en la Declaración Universal de los Derechos Humanos y reafirmados en la Convención sobre la Eliminación de Todas las Formas de Discriminación contra la Mujer.
La FIFCJ posee estatuto consultivo especial ante al Consejo Económico y Social de las Naciones Unidas desde 1961, y está representada ante otras organizaciones internacionales, como la Organización de las Naciones Unidas para la Educación, la Ciencia y la Cultura, la Organización de las Naciones Unidas para la Alimentación y la Agricultura, la Organización Internacional del Trabajo, el Fondo de las Naciones Unidas para la Infancia y el Lobby Europeo de Mujeres.
Actualmente, la sede principal de la organización está localizada en Brasil, lugar de residencia de la actual presidenta.

## Historia
La Federación Internacional de Mujeres en Carreras Jurídicas nació en 1929, de la voluntad común de cinco abogadas: dos francesas, Agathe Dyvrande-Thévenin y Marcelle Kraemer-Bach, la española Clara Campoamor, la estonia Vera Poska-Grüntal y la alemana Margarete Berent. 
La primera reunión tuvo lugar en París, en el Museo Social, el 3 de noviembre de 1929. Desde sus orígenes, el objetivo de la Federación fue el de mejorar la situación de las mujeres, la infancia y la familia. Agathe Dyvrande-Thévenin fue la primera presidenta de la organización y se mantuvo en el cargo hasta 1953.
Durante el IV Congreso de la FIFCJ, celebrado en París del 17 al 22 de julio de 1961, bajo la presidencia de Giovanna Pratilii, abogada del Colegio de Abogados de Venecia, se anunció que la organización había obtenido el estatuto consultivo especial ante al Consejo Económico y Social de las Naciones Unidas.
Presente en la Conferencia Mundial sobre la Mujer de Beijing, en 1994, y en varios eventos históricos, como la firma de la Convención sobre la Eliminación de todas formas de Discriminación contra la Mujer (CEDAW), la FIFCJ ha tomado postura y formulado su opinión consultiva ante distintas organizaciones internacionales sobre temas relacionados con los derechos humanos de las mujeres y niñas del mundo.

## Objetivos
Según el artículo 2° de su Estatuto, la FIFCJ tiene por objeto:
1. Establecer relaciones entre mujeres de todos los países que ejerzan o hayan ejercido carreras jurídicas, posean un título de Derecho o cualquier equivalente en su país.
2. Unir esfuerzos con el fin de que todas las carreras sean accesibles a las mujeres sin ninguna discriminación.
3. Reunir información sobre la condición jurídica, económica y social de las mujeres del mundo.
4. Favorecer los lazos de amistad y solidaridad entre sus miembros, a la vez que con otras asociaciones internacionales.
5. Promover el estudio del Derecho específicamente en lo que concierne al estatus de las mujeres.
6. Promover el respeto y la defensa del medio ambiente.
7. Trabajar en la promoción y defensa de los derechos humanos.
8. En resumen, contribuir a difundir la idea de paz en el mundo, base indispensable para obtener un progreso equitativo y consciente de la humanidad.

## Organización
De acuerdo con su Estatuto, la FIFCJ está compuesta por tres tipos de miembros: miembros activas, miembros asociadas y miembros de honor. En calidad de miembros activas, pueden adherirse tanto asociaciones nacionales como miembros individuales. Actualmente, la FIFCJ cuenta con las siguientes membresías activas:
| Región                    | País                  | Tipo de representación                        | Asociaciones nacionales |
| ------------------------- | --------------------- | --------------------------------------------- | --- |
| África                    | Angola                | Asociación nacional y membresías individuales | Associação Angolana de Mulheres das Carreiras Jurídicas Clube de Mulheres Angolanas Organização da Mulher Angolana                             |
|                           | Cabo Verde            | Asociación nacional y membresías individuales | Associação Caboverdiana de Mulheres Juristas                                                                                                   |
|                           | Congo                 | Asociación nacional                           | Association des Femmes Juristes du Congo |
|                           | Malí                  | Membresías individuales                       | |
|                           | Mozambique            | Asociación nacional                           | Associação Mocambicana de Mulheres de Carreira Juridica                                                                                        |
|                           | Santo Tomé y Príncipe | Asociación nacional                           | Associação São Tomense de Mulheres Juristas |
|                           | Senegal               | Asociación nacional                           | Association des Juristes Sénégalaises |
| Asia                      | Israel                | Asociación nacional                           | Israel Bar Association |
|                           | Turquía               | Asociación nacional                           | Turkish Women’s Legal Association |
| Europa                    | Bulgaria              | Asociación nacional                           | Women Lawyers Association |
|                           | España                | Asociación nacional y membresías individuales | Dones Juristes Asociación de Mujeres Juristas Themis                                                                                           |
|                           | Finlandia             | Membresías individuales                       | |
|                           | Francia               | Asociación nacional                           | Association Française des Femmes des Carrières Juridiques                                                                                      |
|                           | Italia                | Asociación nacional y membresías individuales | Associazione Donne Giuriste Italia |
|                           | Portugal              | Asociación nacional                           | Associação Portuguesa de Mulheres Juristas |
|                           | Reino Unido           | Asociación nacional                           | Women Lawyers Group-Middle East Archivado el 31 de marzo de 2018 en Wayback Machine.                                                           |
|                           | Rusia                 | Membresías individuales                       | |
| Latinoamérica y el Caribe | Argentina             | Asociación nacional                           | Asociación Argentina de Mujeres de Carreras Jurídicas. Y tres miembros individuales: Dras. Soledad Briozzo, Norma Chiaparrone; Elena Sancineto |
|                           | Brasil                | Asociación nacional y membresías individuales | Associação Brasileira das Mulheres de Carreira Jurídica                                                                                        |
|                           | Chile                 | Membresías individuales                       | |
|                           | México                | Membresías individuales                       | |
|                           | Perú                  | Asociación nacional                           | Fundación Pro Bono |
|                           | Uruguay               | Membresías individuales                       | |
| América del Norte         | Estados Unidos        | Membresías individuales                       | |

La FIFCJ está compuesta por cuatro órganos: la Asamblea General, el Consejo, el Bureau y la Comisión de control de finanzas, cuyas atribuciones están definidas en el Estatuto de la organización.
Las siguientes autoridades son electas cada tres años: presidenta, secretaria general, secretaria general adjunta, tesorera, tesorera adjunta, miembros del Consejo, miembros del Bureau, miembros de la Comisión de control de finanzas, presidenta y secretarias de la Asamblea General y presidentas de las comisiones de trabajo permanentes.

## Encuentros

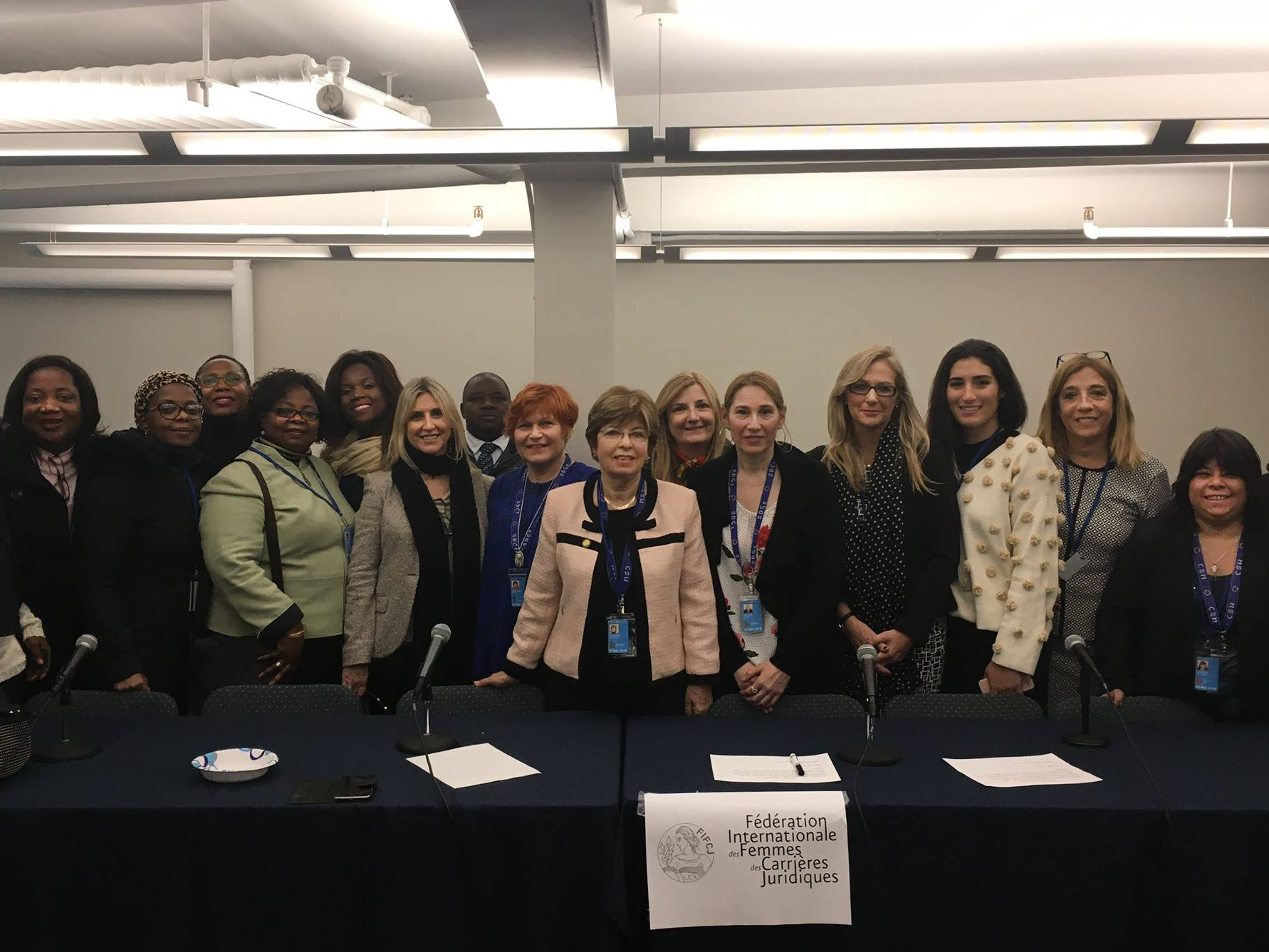
Evento paralelo a la CSW62 organizado por FIFCJ. Marzo 2018, Nueva York, Estados Unidos.

Regularmente, la FIFCJ organiza encuentros a propósito de temas relacionados con los derechos de mujeres y niñas. Los más recientes han sido:
- XXIII Congreso de Lisboa[4] (2018): La cumbre de los derechos humanos de las mujeres, organizado por la Associação Portuguesa de Mulheres Juristas en la Facultad de Derecho de la Universidad de Lisboa en Lisboa, Portugal, del 17 al 23 de noviembre de 2018.
- Consejo Ampliado de Maputo (2017): Empoderamiento de las mujeres en el lugar de trabajo y en el medio rural, organizado por la Associação das Mulheres Moçambicanas de Carreira Jurídica en la Procuraduría General de la República en Maputo, Mozambique, del 7 al 9 de noviembre de 2017.
- Consejo Ampliado de Buenos Aires (2016): El cuerpo de las mujeres y los derechos fundamentales: nuevos desafíos, organizado por la Asociación Argentina de Mujeres de Carreras Jurídicas en el Colegio Público de Abogados de Capital Federal en Buenos Aires, Argentina, del 14 al 17 de noviembre de 2016.
- XXII Congreso de Barcelona (2015): El cuerpo de las mujeres y los derechos fundamentales, organizado por Dones Juristes en el Museo Marítimo de Barcelona, España, del 14 al 16 de octubre de 2015.
- Consejo Ampliado de París (2014): Mujer y ciudadanía, organizado por la Association Française des Femmes des Carrières Juridiques en la Maison du Barreau en París, Francia, del 12 al 14 de noviembre de 2014.
- Consejo Ampliado de Roma (2013): Empoderamiento de la mujer. La toma de decisiones y la participación de las mujeres en la resolución de crisis, organizado por la Associazione Giuriste Italiane en la Universidad Link Campus en Roma, Italia, del 15 al 18 de octubre de 2013.
- XXI Congreso de Dakar (2012): La paz: garantía de los derechos humanos, organizado por la Association des Juristes Sénégalaises en Dakar, Senegal, del 12 al 16 de noviembre de 2012.
- Consejo Ampliado de Brasilia (2011): Derechos humanos de las mujeres: hambre de justicia, organizado por la Associação Brasileira das Mulheres de Carreira Jurídica en Brasilia, Brasil, del 19 al 23 de septiembre de 2011.
- Consejo Ampliado de Buenos Aires (2010): Mujeres migrantes, organizado por la Asociación Argentina de Mujeres de Carreras Jurídicas en la Facultad de Derecho de la Universidad de Buenos Aires en Buenos Aires, Argentina, del 8 al 12 de noviembre de 2010.
- XX Congreso de París (2009): Derecho a la paz, organizado por la Association Française des Femmes des Carrières Juridiques en París, Francia, del 23 al 25 de septiembre de 2009.
- Consejo Ampliado de Maputo (2008): Mujeres, paz y desarrollo, organizado por la Associação das Mulheres Moçambicanas de Carreira Jurídica en Maputo, Mozambique, del 3 al 5 de septiembre de 2008.
- Consejo Ampliado de Lisboa (2007): Guerra, mujeres y derecho, organizado por la Associação Portuguesa de Mulheres Juristas en Lisboa, Portugal, del 2 al 4 de octubre de 2007.

## Declaraciones

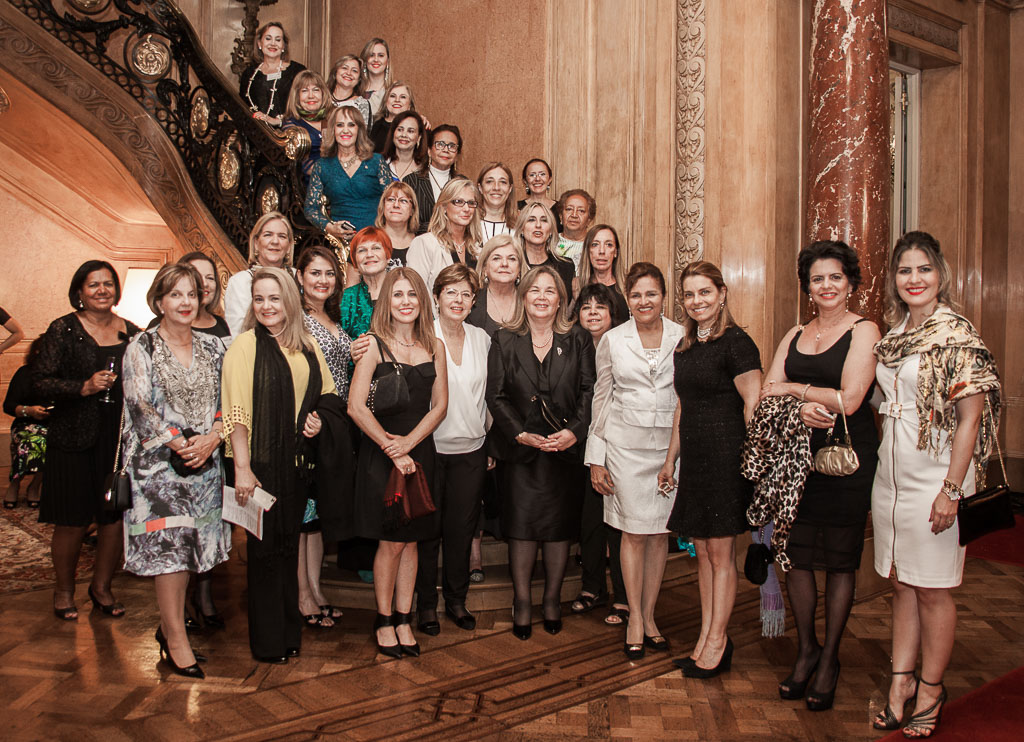
Consejo Ampliado de Buenos Aires. Noviembre 2016, Palacio San Martín, Buenos Aires, Argentina.

Cada encuentro de la FIFCJ concluye con el acuerdo y divulgación de una declaración oficial con la que la organización fija su postura frente a los tema tratados en dicho evento. Esta declaraciones constituyen la jurisprudencia de la organización. Las declaraciones más recientes son:
- Declaración de Lisboa (2018)[5]
- Declaración de Maputo (2017)[6]
- Declaración de Buenos Aires (2016)[7]
- Declaración de Barcelona (2015)[8]
- Declaración de París (2014)[9]
- Declaración de Roma (2013)[10]
- Declaración de Dakar (2012)[11]
- Declaración de Brasilia (2011)[12]
- Declaración de Buenos Aires (2010)[13]
- Declaración de París (2009)[14]
- Declaración de Maputo (2008)[15]
- Declaración de Lisboa (2007)[16]